# Нова-Олинда-ду-Норти
Нова-Олинда-ду-Норти (порт. Nova Olinda do Norte) — муниципалитет в Бразилии, входит в штат Амазонас. Составная часть мезорегиона Центр штата Амазонас. Входит в экономико-статистический микрорегион Итакоатиара. Население составляет 30 696 человек на 2010 год. Занимает площадь 5608,57 км². Плотность населения — 5,47 чел./км².
Основан в 1955 году.

## Границы
Муниципалитет граничит:
- на севере — муниципалитет Итакуатиара
- на востоке — муниципалитет Мауэс
- на юге — муниципалитет Борба
- на западе — муниципалитет Аутазис

## Демография
Согласно сведениям, собранным в ходе переписи 2010 г. Национальным институтом географии и статистики (IBGE), население муниципалитета составляет:
| Полное население                               | Полное население                               | Полное население                               | Полное население                               | 30 696 |
| ---------------------------------------------- | ---------------------------------------------- | ---------------------------------------------- | ---------------------------------------------- | ------ |
| в том числе:                                   | Городское население                            | 13 626                                         | Процент городского населения, %                | 44,39  |
|                                                | Сельское население                             | 17 070                                         | Процент сельского населения, %                 | 55,61  |
|                                                | Мужское население                              | 15 748                                         | Процент мужского населения, %                  | 51,30  |
|                                                | Женское население                              | 14 948                                         | Процент женского населения, %                  | 48,70  |
| Плотность населения, чел/км²                   | Плотность населения, чел/км²                   | Плотность населения, чел/км²                   | Плотность населения, чел/км²                   | 5,47   |
| Население муниципалитета в % к населению штата | Население муниципалитета в % к населению штата | Население муниципалитета в % к населению штата | Население муниципалитета в % к населению штата | 0,88   |

По оценке 2015 года, население муниципалитета составляло 35 156 жителей.

## Важнейшие населенные пункты
| № | Населённый пункт     | Населённый пункт (порт.) | Категория | Население чел. (2010) | На карте                       |
| - | -------------------- | ------------------------ | --------- | --------------------- | ------------------------------ |
| 1 | Нова-Олинда-ду-Норти | Nova Olinda do Norte     | город     | 13 626                | 3°53′31″ ю. ш. 59°05′31″ з. д. |
| 2 | Абакаши              | Abacaxi                  | поселок   | 239                   | 3°54′25″ ю. ш. 58°46′24″ з. д. |